# Michał Hieronim Krasiński
Michał Hieronim Krasiński (en français Michel Jérôme Krasinski), né en 1712 et mort le 25 mai 1784, est un noble polonais, membre de la famille Krasiński, staroste d'Opinogóra Górna. 
Comme son frère Adam Stanisław Krasiński, il fut un des leaders de la confédération de Bar (1768-1772), mouvement nobiliaire d'opposition au roi Stanislas II Auguste.

## Biographie
Michał Hieronim Krasiński est le fils de Jan Józef Krasiński (pl), castellan de Wizna et de Teresa Elżbieta Sołtyk. 
Officier de l'armée polonaise sous le règne d'Auguste III, il est député à la Diète à plusieurs reprises (1748, 1750, 1756, 1758 et 1760).
En 1764, il fait partie des électeurs de Stanislas Poniatowski, mais s'oppose rapidement au nouveau roi. En 1767, il rejoint la confédération de Radom pour s'opposer aux réformes de Stanislas et défendre la Liberté dorée. 
Le 29 février 1768, avec Józef Pułaski, il forme la confédération de Bar pour s'opposer à l'ingérence de la Russie, alliée de Stanislas II, dans le gouvernement de la république des Deux Nations. Il devient « maréchal général de la Confédération pour la Couronne ». 
Bar ayant été prise par les Russes le 22 juin 1768, Krasinski se retire vers la Moldavie, à Khotyn ; puis à Varna (décembre 1769-novembre 1770).
Le 9 avril 1771, il signe une proclamation réclamant la destitution de Stanislas. 
Après la défaite de la Confédération en août 1772, il voyage en Bavière et en Suisse. Il rentre en Pologne en 1777. 
Décédé le 25 mai 1784, il est inhumé à Krasne, village situé à 40 km au nord de Varsovie.

## Mariage et descendance
Michał Hieronim Krasiński épouse Aleksandra Załuska avec qui il a deux enfants :
- Jan (pl) (1756-1790), staroste d'Opinogóra Górna, capitaine de cavalerie ;
- Adam, staroste de Ciechanów.

Il est le grand-père de Wincenty Krasiński.

## Sources
- (pl) Cet article est partiellement ou en totalité issu de l’article de Wikipédia en polonais intitulé « Michał Hieronim Krasiński » (voir la liste des auteurs).